# 小湯姆·莫里斯
小湯姆·莫里斯（1851年4月20日—1875年12月25日），苏格兰高爾夫球手，曾連續4屆贏得英國公開賽冠軍，他的父親老湯姆·莫里斯也是知名高爾夫球手。小湯姆·莫里斯以17歲之齡首奪英國公開賽冠軍，至今仍然是年紀最小的四大賽冠軍紀錄保持者。

## 死亡
1875年9月11日，其妻子難產，與兒子一同去世，他傷心欲絕，不足4個月後，於圣诞节那天亦因為肺出血而相繼逝世，終年24歲。